# كأس العالم لكرة الصالات 2016
بطولة العالم لكرة القدم داخل الصالات 2016 هي البطولة السابعة لبطولة كأس العالم لكرة القدم داخل الصالات، وستقام خلال الفترة من 10 سبتمبر ولغاية 1 أكتوبر في كولومبيا.

## الدور الأول
فائزي وثواني المجموعات إلى جانب أفضل 4 منتخبات أصحاب المركز الثالث يتأهلون إلى دور ال16.
سيتم تحديد ترتيب كل فريق في كل مجموعة كالتالي:
1. أكبر عدد من النقاط الحاصل عليها في جميع مباريات المجموعة؛
2. فارق الأهداف في جميع مباريات المجموعة؛
3. أكبر عدد من الأهداف المسجلة في جميع مباريات المجموعة؛

إذا تساوى فريقين أو أكثر على أساس المعايير الثلاثة المذكورة أعلاه، ترتيبهم سيتم تحديده كالتالي:
1. أكبر عدد من النقاط الحاصل عليها في جميع مباريات المجموعة بين الفرق المعنية؛
2. فارق الأهداف الناتج عن مباريات المجموعة بين الفرق المعنية؛
3. أكبر عدد من الأهداف المسجلة في مباريات المجموعة بين الفرق المعنية؛
4. سحب القرعة من قبل اللجنة التنفيذية للفيفا.

## مرحلة خروج المغلوب
في أدوار خروج المغلوب، إذا تكون مباراة متعادلة في نهاية زمن اللعب المعتاد، يتم لعب وقت إضافي (فترتين من خمس دقائق لكل منها)، وإذا لزم الامر، تليها ركلات من نقطة الجزاء لتحديد الفائز. ولكن بالنسبة لمباراة المركز الثالث لا يلعب الوقت الإضافي ويتم تحديد الفائز عن طريق ركلات من نقطة الجزاء.